# Histoire militaire de Porto Rico

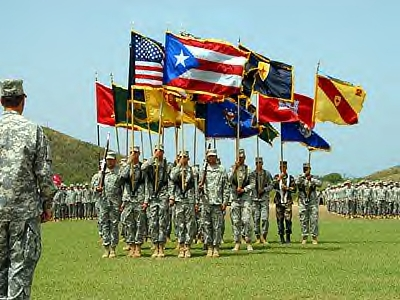
Drapeaux de la Army National Guard de Porto Rico

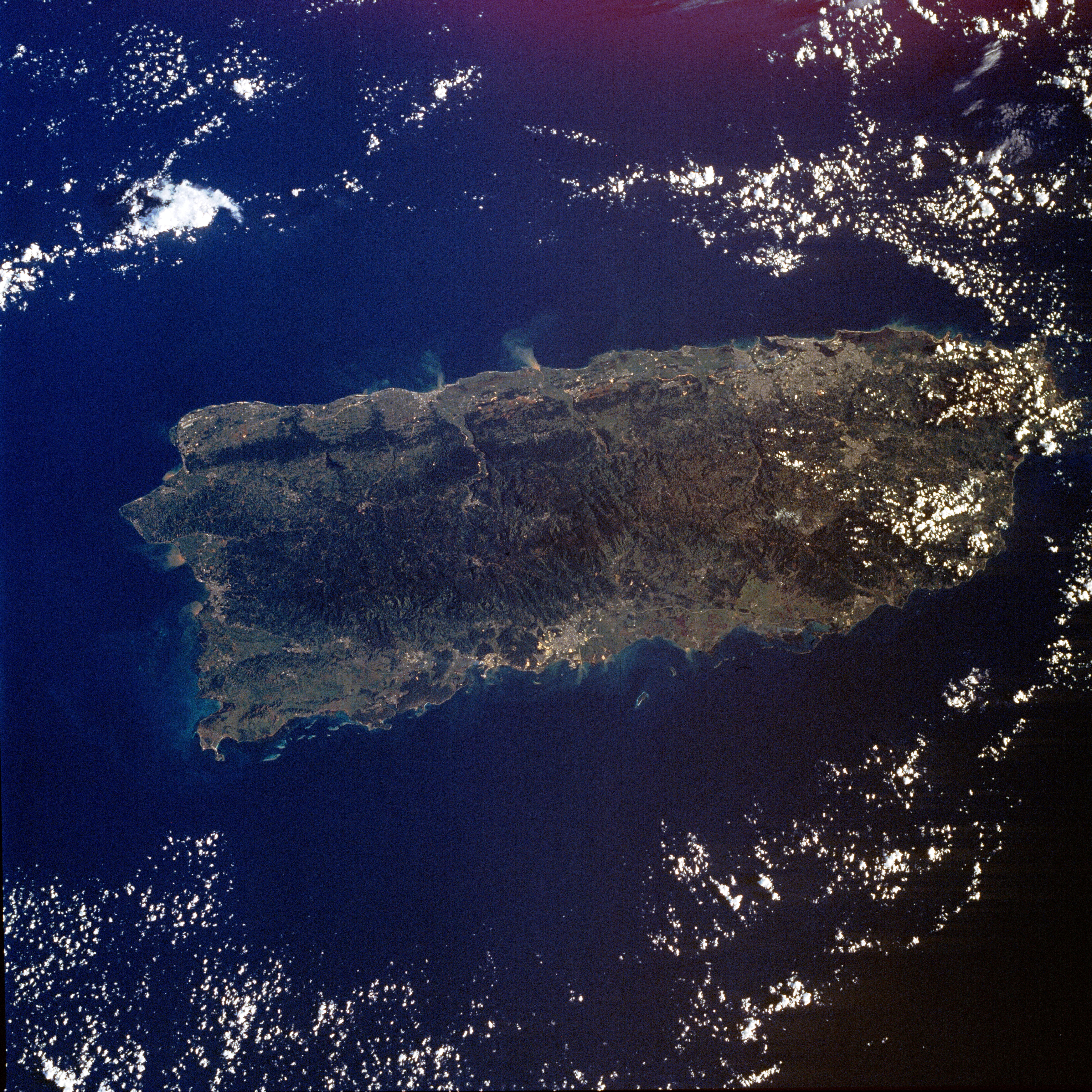
Image satellite de Porto Rico

L’histoire militaire attestée de Porto Rico englobe la période qui va du XVIe siècle, quand les conquistadors espagnols combattirent les indigènes Taïnos, jusqu'à aujourd'hui avec l'engagement des Portoricains dans l'armée américaine et les campagnes militaires d'Afghanistan et d'Irak.
Porto Rico a fait partie de l'empire espagnol pendant quatre siècles, quand les Portoricains se défendaient contre les invasions anglaises, françaises, et néerlandaises. Au milieu du XIXe siècle, la quête de l'Amérique latine vers l'indépendance de l'Espagne gagne l'île, et culmine avec la révolution manquée connue sous le nom d'El Grito de Lares. L'île fut envahie par les États-Unis pendant la guerre hispano-américaine, et la guerre prit fin quand l'Espagne céda officiellement l'île par le traité de Paris en 1898. Porto Rico devint alors un territoire des États-Unis et un régiment militaire nommé régiment de Porto Rico fut établi sur l'île.
En tant que citoyens des États-Unis, les Portoricains ont participé à chaque engagement militaire majeur de ce pays, de la Première Guerre mondiale à la guerre de Corée où le 65e régiment d'infanterie de Porto Rico se distingua au combat. Cet article est un bref résumé des évènements auxquels ont pris part les Portoricains.

## Conflit avec les Taïnos
Christophe Colomb découvrit l'île de Porto Rico le 19 novembre 1493 pendant son second voyage vers le Nouveau Monde. L'île était alors habitée par les Taïnos, un peuple indigène du groupe des Arawaks, qui la nommaient « Borikén » ou « Borinquen ». Colomb appela l'île San Juan Bautista en l'honneur de saint Jean-Baptiste. Le port principal fut appelé Puerto Rico (port riche).
Finalement l'île fut renommée Puerto Rico (qui devint plus tard Porto Rico en français) et le port qui finit par devenir la capitale fut renommé en San Juan. Le conquistador Juan Ponce de León accompagna Colomb dans son voyage.
Quand Ponce de León arriva à Porto Rico, il fut bien reçu par Agüeybaná (le grand soleil), le Cacique (chef des tribus taïno de l'île). En plus des conquistadors, certains des premiers colons étaient des paysans et des mineurs à la recherche d'or. En 1508, Ponce de León devint le premier gouverneur désigné de Porto Rico, fondant le premier village, Caparra entre les villes modernes de Bayamón et San Juan. Après avoir été nommé gouverneur, Juan Ponce de León et les conquistadors forcèrent les Taïnos à travailler dans les mines et à construire des fortifications ; beaucoup de Taïnos moururent des conséquences des mauvais traitements. En 1510, après la mort d'Agüeybaná, son frère Agüeybaná II (le courageux) et un groupe de Taïnos menèrent Diego Salcedo, un Espagnol, à une rivière et le noyèrent, prouvant ainsi à leur peuple que les Européens n'étaient pas des dieux. En réalisant cela, Agüeybaná II dirigea la première rébellion de l'île contre des forces espagnoles mieux armées. Les colons formèrent une milice pour se défendre contre les attaques. Agüeybaná II fut tué, mettant fin à la première action militaire attestée de Porto Rico.

## Combats entre européens à Porto Rico

### XVIesiècle
Porto Rico était considérée comme « la clé des Antilles » par les Espagnols à cause de sa localisation comme étape et comme port pour les navires espagnols. En 1540, avec les revenus des mines du Mexique, les colons espagnols commencèrent la construction du Fort San Felipe del Morro (le « promontoire ») à San Juan. Avec l'achèvement de la phase initiale de la construction en 1589 El Morro devint la principale fortification militaire de Porto Rico, gardée par des soldats professionnels. Le reste de Porto Rico devait compter sur une poignée de soldats et miliciens volontaires locaux pour défendre l'île des attaques de pirates.
À cette époque, les principaux ennemis de l'Espagne étaient les Britanniques et les Hollandais. Ils n'étaient cependant pas les seuls ennemis qui faisaient face aux Espagnols dans les Antilles pendant cette période. Le 11 octobre 1528, les Français mirent à sac et brûlèrent la colonie de San Germán pendant une tentative de capturer l'île. Ils détruisirent également beaucoup des premières colonies de l'île, dont Guánica, Sotomayor, Daguao et Loiza, avant que la milice locale ne les force à battre en retraite. La seule colonie qui resta debout fut San Juan.
En 1585, la guerre éclata entre l'Angleterre et l'Espagne. La guerre anglo-espagnole ne se limitait pas à l'Europe mais s'étendait aux territoires anglais et espagnols en Amérique. Le 22 novembre 1595, Francis Drake, le vice-amiral qui commande la Royal Navy et qui vainquit l'invincible Armada, et John Hawkins tentèrent une invasion de l'île avec 26 navires. Incapable de la prendre, Drake incendia San Juan. En 1596, Drake mourut de dysenterie après une autre attaque manquée de San Juan. Le 15 juin 1598, la flotte britannique, menée par George Clifford, débarqua à Santurce en tint l'île pendant quelques mois. Il fut forcé de l'abandonner avec un début d'épidémie de dysenterie bacillaire parmi ses troupes. En 1599, 400 soldats supplémentaires et 46 canons furent envoyés sur l'île ainsi qu'un nouveau gouverneur, Alonso de Mercado, pour reconstruire la ville.

### XVIIesiècle
Les Pays-Bas étaient une puissance militaire et commerciale mondiale en 1625, en compétition avec les Britanniques dans les Antilles. Les Hollandais voulaient établir une place-forte militaire dans la zone, et envoyèrent le capitaine Balduino Enrico (Boudewijn Hendricksz) pour capturer Porto Rico. Le 24 septembre 1625, Enrico arriva à la côte de San Juan avec 17 bateaux et 2 000 hommes. Le gouverneur de Porto Rico, Juan de Haros, était un homme doué d'une grande expérience militaire et, attendant une attaque dans la partie nommée Boqueron, il fit fortifier cette zone. Cependant, les Hollandais avaient pris une autre route et débarquèrent à La Puntilla.
De Haro réalisa qu'une invasion était inévitable et ordonna au capitaine Juan de Amezquita ainsi qu'à 300 hommes de stationner au fort du Morro et d'évacuer la ville de San Juan. Il demanda également à l'ancien gouverneur Juan de Vargas d'organiser une résistance armée à l'intérieur de l'île. Le 25 septembre Enrico attaqua San Juan, assiégeant le château du Morro et La Fortaleza (la résidence du gouverneur). Il envahit la capitale et installa son quartier-général à La Fortaleza. La milice civile contre-attaquait les Hollandais sur terre ainsi que les canons des troupes espagnoles au fort du Morro. La bataille terrestre fit 60 morts parmi les Hollandais et laissa également Enrico blessé. Les bateaux hollandais furent abordés par des Portoricains qui les battirent à bord. Après une longue bataille, les soldats et volontaires espagnols de la milice de la ville purent défendre la ville de l'attaque et sauver l'île d'une invasion. Le 21 octobre, Enrico incendia La Fortaleza et la ville pendant sa retraite. Les capitaines Amezquita et Andre Botello décidèrent de mettre un terme à la destruction et envoyèrent 200 hommes attaquer l'avant et l'arrière garde ennemie. Il repoussèrent Enrico et ses hommes de leurs tranchées vers l'océan dans leur hâte de rejoindre leurs bateaux,.Il essaya ensuite d'envahir l'île en attaquant la ville d'Aguada. Il fut de nouveau vaincu par la milice locale et finit par abandonner l'idée d'envahir Porto Rico,.
Pendant que l'Espagne et l'Angleterre luttaient pour le pouvoir dans le Nouveau Monde, l'attaque des navires britanniques par des corsaires portoricains était encouragée par la couronne d'Espagne. Le capitaine Miguel Henríquez et le capitaine Roberto Cofresí (au XIXe siècle) étaient les deux pirates les plus célèbres. Pendant la deuxième moitié du XVIIe siècle, Henríquez, un cordonnier, décida de tenter sa chance comme pirate. Il montra une grande bravoure en interceptant les navires marchands britanniques ainsi que les autres navires destinés à la contrebande qui infestaient les mers de Porto Rico et l'océan Atlantique en général. Miguel Henríquez mit en place une force expéditionnaire qui combattit et vainquit les Britanniques sur l'île de Vieques. Henríquez fut reçu comme héros national quand il rendit l'île de Vieques à l'empire espagnol et au gouvernement de Porto Rico. En reconnaissance de ses services, la couronne espagnole le décora de la Medalla de Oro de la Real Efigie (médaille d'or de l'image royale), lui donna le titre de « Capitaine des mers et des terres », et lui donna une lettre de marque lui accordant donc les privilèges d'un corsaire.

### XVIIIesiècle
Les Britanniques continuèrent leurs attaques contre les colonies dans les Antilles, prenant de petites îles dont Vieques à l'est de Porto Rico. Le 5 août 1702, la ville d'Arecibo, sur la côte nord de Porto Rico fut envahie par les Britanniques. Armés seulement de lances et de machettes, sous le commandement du capitaine Antonio de los Reyes Correa, 30 membres de la milice défendirent la ville contre les Anglais, qui étaient armés de mousquets et d'épées. Les britanniques furent vaincus, perdant 22 hommes sur la terre et 8 en mer. Reyes Correa fut déclaré héros national et fut décoré de la Medalla de Oro de la Real Efigie (médaille d'or de l'image royale), avec le titre de « capitaine de l'infanterie » par le roi Philippe V.
Les indigènes portoricains (les criollos) adressèrent une pétition à la couronne espagnole pour servir dans l'armée régulière espagnole, ce qui aboutit à l'organisation du Regimiento Fijo de Puerto Rico de 1741. Le Fijo servit dans la défense de Porto Rico et d'autres possessions espagnoles d'outre-mer, comme dans les batailles de Saint-Domingue, d'autres îles des Antilles et en Amérique du Sud, notamment au Venezuela. Cependant les Portoricains se plaignirent que le Fijo fut utilisé pour liquider la révolution au Venezuela ce qui amena la couronne à rapatrier le Fijo et en 1815, il fut libéré de ses obligations militaires.
En 1765, la couronne espagnole envoya le maréchal Alejandro O'Reilly à Porto Rico pour former une milice organisée. O'Reilly, connu comme « le père de la milice de Porto Rico », supervisant l'entraînement pour apporter célébrité et gloire à la milice dans les futurs engagements militaires, surnommant la milice civile la « milice disciplinée ». O'Reilly fut plus tard nommé gouverneur de la Louisiane coloniale en 1769 et devint connu comme « O'Reilly le sanguinaire »,."

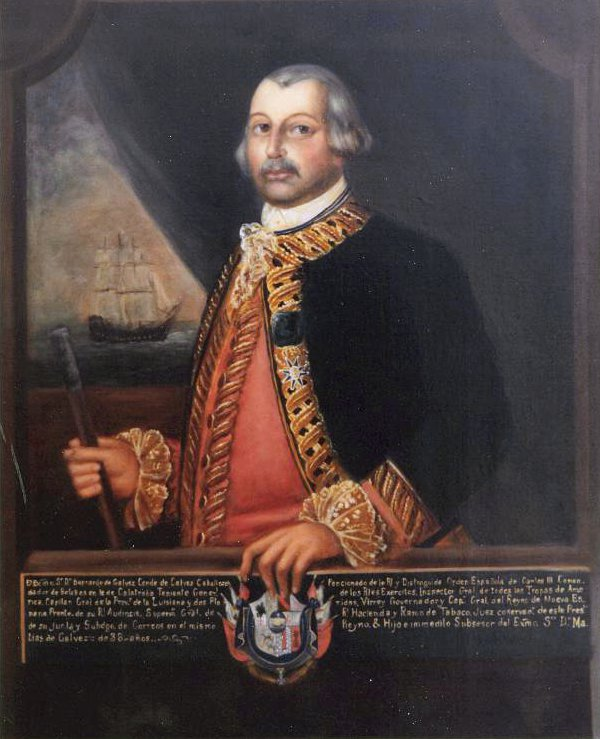
General Bernardo de Gálvez, général de l'armée coloniale espagnole en Amérique du Nord

Pendant la guerre d'indépendance des États-Unis, l'Espagne accorda aux colons rebelles l'usage de ses ports de Porto Rico, en plus d'une aide financière et d'armes pour leur cause. Un incident arriva sur la côte de Mayagüez, en 1777, entre deux navires de la marine continentale, le Eudawook et le Henry, et un navire de guerre de la Royal Navy, le HMS Glasgow (en). Les deux navires américains furent pris en chasse par le Glasgow, plus grand et plus puissant. Le navire colonial américain était proche de la côte de Mayagüez ; les membres de la milice portoricaine de cette ville, réalisant que quelque chose n'allait pas, signalèrent aux bateaux de se mettre à quai dans la baie de la ville. Quand cela fut fait, les équipages des deux bateaux sortirent et des habitants de Mayagüez embarquèrent et affichèrent le drapeau espagnol sur les deux navires. Le commandant du Glasgow devint conscient de la situation et demanda au gouverneur de l'île, Jose Dufresne de faire chavirer les bateaux. Dufresne refusa et ordonna au navire de guerre britannique de quitter la baie.
Le gouverneur de Louisiane, Bernardo de Gálvez, fut nommé général de l'armée coloniale espagnole en Amérique du Nord. En 1779, Gálvez et ses troupes, composées de Portoricains et d'autres groupes hispaniques, distrayaient les Britanniques de la révolution en capturant les villes de Baton Rouge, Mobile, Pensacola et Saint-Louis. Gálvez et ses troupes approvisionnèrent également l'armée continentale avec des armes, des vêtements, de la poudre à canon et des médicaments expédiées de Cuba jusqu'au fleuve Mississippi,.
Le 17 février 1797, le gouverneur désigné de Porto Rico, le général de brigade Ramón de Castro, fut informé que la Grande-Bretagne avait envahi l'île de Trinité. Croyant que Porto Rico serait leur prochain objectif, il décida de mettre la milice locale en alerte et de préparer les forts de l'île contre toute action militaire. Le 17 avril 1797, des navires britanniques, sous le commandement de Ralph Abercromby approchaient de la ville côtière de Loíza, à l'est de San Juan. Le 18 avril, des soldats britanniques et des mercenaires allemands (les « Hessiens ») débarquèrent sur la plage de Loíza. Sous le commandement de Castro, les navires anglais furent attaqués par des feux d'artillerie et de mortier venant des forteresses d'El Morro et de San Gerónimo.
Les Britanniques essayèrent par deux fois de prendre le pont Martín Peña, un passage clé vers l'îlot de San Juan, et se heurtèrent aux compagnons des sergents José et Francisco Díaz. Après une lutte acharnée menée par les forces espagnoles et la milice, ils furent vaincus à leurs deux tentatives. L'invasion échoua car un total de 16 000 volontaires portoricains et soldats espagnols ripostèrent et défendirent l'île. Les Britanniques attaquèrent aussi Aguadilla et Punta Salinas, mais ils furent vaincus, et les troupes qui avaient débarqué sur l'île furent faites prisonnières. Les Anglais battirent en retraite le 30 avril vers leurs bateaux et firent cap vers le nord le 2 mai. Grâce à sa victoire contre les Britanniques, le gouverneur Ramon de Castro fit une demande de reconnaissance de ses victoires au roi Charles IV ; il fut promu maréchal et obtint une augmentation de salaire,.
Après la défaite d'Abercromby, les Britanniques continuèrent d'essayer d'envahir Porto Rico avec des escarmouches sur les villes côtières d'Aguadilla (décembre 1797), Ponce, Cabo Rojo, et Mayagüez jusqu'en 1802 quand la guerre s'acheva enfin.

### XIXesiècle
Les Français menacèrent d'envahir la colonie espagnole de Saint-Domingue. En 1808, la couronne espagnole envoya sa marine, sous le commandement de l'amiral portoricain Ramón Power y Giralt, pour empêcher l'invasion de la colonie par les Français en mettant en place un blocus. Il réussit et fut proclamé héros par le gouvernement espagnol.

## Révolte contre l'Espagne

### Amérique du Sud

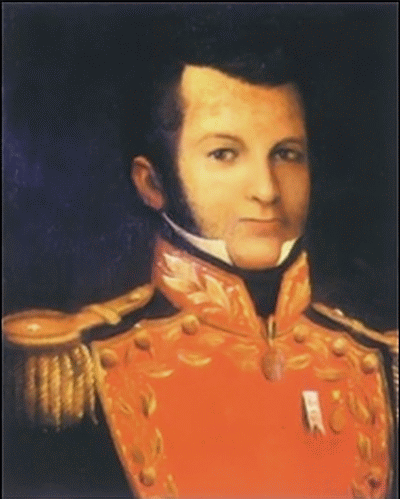
Le général Antonio Valero de Bernabe, « libérateur de Porto Rico »

Au début du XIXe siècle, les colonies espagnoles se révoltèrent contre l'Espagne pendant les révolutions d'Amérique latine. Antonio Valero de Bernabe était un chef militaire portoricain connu en Amérique latine comme le « libérateur de Porto Rico ». Valero était récemment diplômé de l'école militaire espagnole quand Napoléon Bonaparte convainquit Charles IV d'Espagne de lui accorder un droit de passage sur le sol d'Espagne avec pour seul but d'attaquer le Portugal. Comme Napoléon refusa de partir, le gouvernement espagnol lui déclara la guerre. Valero rejoignit alors l'armée d'Espagne et aida à vaincre l'armée française pendant le siège de Saragosse. Valero devint un héros ; il fut promu au rang de colonel et obtint beaucoup de décorations.
Quand Ferdinand VII monta sur le trône en 1813, Valero devint critique sur les politiques du nouveau roi envers les colonies espagnoles en Amérique latine. Il développa une haine intense pour la monarchie, démissionna de l'armée et parti pour le Mexique. Il y rejoignit ensuite l'armée insurgée, dirigée par Agustín de Iturbide, armée dans laquelle Valero fut nommé chef d'état-major. Il se battit et aida le Mexique à accéder à l'indépendance. Après la victoire mexicaine, Iturbide se proclame empereur du Mexique. Puisque Valero avait développé des sentiments anti-monarchistes à la suite de ses expériences en Espagne, il se révolta contre Iturbide. Sa révolte échoua cependant et il tenta de quitter le pays par les mers.
Valero fut capturé par des pirates espagnols, qui le remirent aux autorités espagnoles de Cuba. Valero fut emprisonné mais parvint à s'évader avec l'aide d'hommes qui adhéraient aux idéaux de Simón Bolívar. En apprenant le rêve de Bolívar de créer une Amérique latine unifiée, incluant Porto Rico et Cuba, Valero décida de s'y joindre. Il fit une escale à Saint-Thomas, où il établit des contacts avec le mouvement d'indépendance portoricain. Il partit ensuite pour le Venezuela, où il fut accueilli par le général Francisco de Paula Santander. Il rejoignit ensuite Bolívar et se battit aux côtés du « libérateur » contre l'Espagne, gagnant sa confiance et son admiration. Valero fut nommé chef militaire du département de Panama, gouverneur de Puerto Cabello, chef d'état-major de Colombie, ministre de la guerre et des affaires maritimes du Venezuela, et en 1849, il fut promu au rang de général de brigade.

### Porto Rico

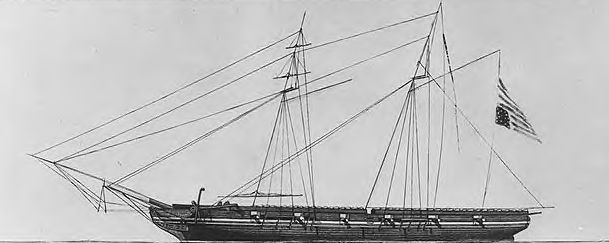
Le Schooner américain Grampus (1821-1843)
Note: le "Grampus" avec tout l'équipage en 1843 est représenté avec son pavillon déployé à l'envers comme signe de détresse.

Le gouvernement espagnol avait reçu beaucoup de plaintes des nations dont les navires étaient attaqués par le capitaine des pirates Roberto Cofresi. Cofresi et ses hommes avaient attaqué huit bateaux, parmi lesquels un navire américain. Le gouvernement espagnol, qui encourageait systématiquement la piraterie contre les autres pays subit des pressions et se sentit obligé de capturer le fameux pirate. En 1824, le capitaine John Slout de la marine américaine et son schooner USS Grampus engagea le combat avec Cofresi dans une bataille féroce. Le pirate Cofresi fut capturé, ainsi que onze membres de son équipage et furent remis au gouvernement espagnol. Il fut emprisonné au fort San Felipe del Morro à San Juan. Cofresi fut jugé par le conseil de guerre espagnol, jugé coupable, et fusillé le 29 mars 1825.

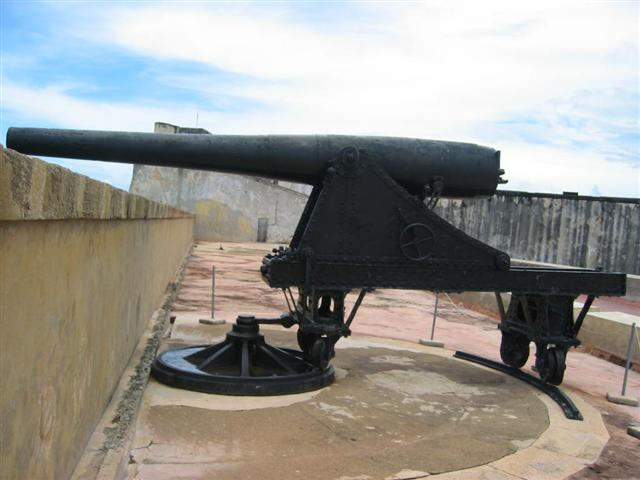
Fort San Cristobal

Le 13 avril 1855, une mutinerie éclata chez les artilleurs du fort San Cristóbal. Il protestaient contre l'extension de deux ans du service militaire imposé par le gouverneur espagnol de l'île, Garcia Cambia. Les mutins pointèrent leurs canons vers San Juan, créant un état de panique parmi la population. À leur reddition, le gouverneur arrêta les huit hommes est les condamna à être fusillés.
Beaucoup de colonies espagnoles obtinrent leurs indépendance au milieu des années 1850. À Porto Rico, il y avait deux groupes : les loyalistes, qui étaient fidèles à l'Espagne, et les independentistas, les indépendantistes. En 1866, Ramón Emeterio Betances, Segundo Ruiz Belvis, et d'autres partisans de l'indépendance se rencontrèrent à New York où ils formèrent le comité révolutionnaire de Porto Rico. Le résultat de cette entreprise fut la décision d'envoyer une expédition armée à partir de la République dominicaine pour envahir l'île. Quelques cellules révolutionnaires furent formées dans les villes de l'Ouest de Porto Rico. Les deux plus importantes se trouvaient à Mayagüez, dirigée par Mathias Brugman et dont le nom de code était « Capa Prieto » et à Lares, nom de code : « Centro Bravo » et dont le chef était Manuel Rojas. « Centro Bravo » était le principal centre des opérations dans les plantations de Rojas d'El Triunfo. Manuel Rojas fut nommé « Commandant de l'armée de libération » par Betances. Mariana Bracetti (la belle-sœur de Rojas) fut elle nommée « Chef du conseil révolutionnaire de Lajes ». Sur la requête de Betances, Bracetti tricota le drapeau révolutionnaire de Lares (Bandera de Lares).

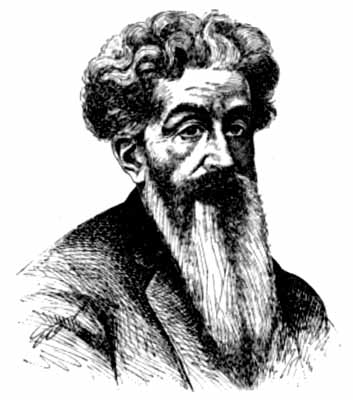
Ramón Emeterio Betances Le premier drapeau révolutionnaire de Lares

Les autorités espagnoles eurent vent du complot et purent capturer le navire armé de Betances avant qu'il n'arrivât à Porto Rico. Le maire et chef de la cellule révolutionnaire de la ville de Camuy, Manuel Gonzalez, fut arrêté et accusé de trahison. Il apprit que l'armée espagnole était au courant du plan indépendantiste et s'échappa pour avertir Manuel Rojas. Une fois alertés, les révolutionnaires décidèrent de démarrer la révolution le plus tôt possible, et fixèrent la date au 28 septembre 1868. Mathias Brugman et ses hommes s'engagèrent avec ceux de Manuel Rojas et la troupe, composée d'environ 800 hommes et femmes, se mit en marche et prit la ville de Lares. Ce fut le « Grito de Lares ». Les révolutionnaires entrèrent dans l'église et placèrent le drapeau révolutionnaire de Mariana Bracetti sur l'autel pour signifier le début de la révolution. Ils proclamèrent la « République de Port Rico » et désignèrent Francisco Ramírez Medina comme président. Roja et sa troupe faiblement équipée continua sa marche vers la ville de San Sebastián, armée seulement de gourdins et de machettes. Les Espagnols avaient été avertis et les attendaient avec une puissance de feu supérieure. Les révolutionnaires furent reçus sous un feu mortel. La révolte échoua, beaucoup de révolutionnaires furent tués, et au moins 475, dont Manuel Rojas et Mariana Bracetti, furent emprisonnés à Arecibo et condamnés à mort,.
D'autres fuirent et se cachèrent. Mathias Brugman se cachait dans une ferme locale quand il fut trahi par un paysan nommé Francisco Quiñones ; il fut capturé et exécuté sur place. En 1869, craignant une autre révolte, la couronne espagnole décida de dissoudre la milice portoricaine, qui était presque entièrement composée de Portoricains de souche et aussi de la Compañia de Artilleros Morenos de Cangrejos, une autre compagnie de Portoricains noirs. Ils mirent en place « L'institut des volontaires » composé presque entièrement d'Espagnols et de leurs fils.

### Cuba

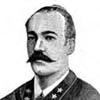
Le général Juan Rius Rivera, commandant en chef de l'armée de libération cubaine

En 1869, le nouveau gouverneur de Porto Rico, Jose Laureano Sanz, dans le but de calmer les tensions dans l'île, proclama une amnistie et libéra tous ceux qui étaient impliqués dans la révolte du Grito de Lares. Beaucoup de ces prisonniers rejoignirent l'armée de libération cubaine et se battirent contre l'Espagne. Parmi les nombreux volontaires portoricains qui se battirent pour l'indépendance de Cuba se trouvaient Juan Rius Rivera et Francisco Gonzalo Marin, alias « Pachin Marin ».
Juan Rius Rivera fut libéré de la prison où il était retenu pour sa participation à la révolte de Lares. Il s'engagea dans l'armée de libération cubaine où il obtint le rang de général. Il se battit aux côtés du général Máximo Gómez pendant la guerre des Dix Ans, puis du général Antonio Maceo. À la mort de ce dernier, il fut nommé commandant en chef de l'armée de libération cubaine. Après que Cuba obtint son indépendance, le général Juan Rius Rivera devint une figure politique active de la nouvelle nation.
Francisco Gonzalo Marin était une journaliste et poète renommée de Porto Rico qui s'engagea dans l'armée de libération en apprenant la mort de son frère Wecenlao sur les champs de bataille cubains. Marin, qui obtint le grade de lieutenant, combattit avec José Martí et les deux hommes devinrent amis. En novembre 1897, le lieutenant Marin mourut des blessures qu'il reçut dans une escarmouche contre l'armée espagnole.

## Guerre hispano-américaine

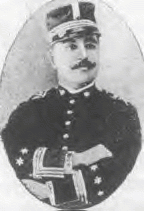
Le capitaine Angel Rivero Mendez

Les États-Unis déclarent la guerre à l'Espagne en 1898 à la suite du torpillage du navire de guerre Maine dans le port de La Havane à Cuba. L'un des principaux objectifs des États-Unis dans cette guerre hispano-américaine était de prendre le contrôle des possessions espagnoles de Porto Rico et Cuba dans l'Atlantique, et des Philippines et de Guam dans le Pacifique.
Le 10 mai 1898, les forces espagnoles, sous le commandement du capitaine Angel Rivero Mendez dans la forteresse San Cristobal de San Juan, ouvrirent le feu sur l'USS Yale, et le 12 mai, une flotte de 12 navires américains bombarda San Juan. Le 25 juin, l'USS Yosemite arriva à San Juan et établit un blocus sur le port. Le 25 juillet, le général Nelson Miles entra dans la ville de Guánica au sud de l'île avec 3 300 soldats et, à l'exception d'escarmouches mineures, il ne rencontra pratiquement pas de résistance. L'une des escarmouches les plus notables entre les forces espagnoles et les volontaires portoricains contre les Américains se déroula le 26 juillet. Les forces espagnoles engagèrent le combat contre le 6e régiment du Massachusetts dans un combat qui devait s'appeler plus tard la bataille de Yauco. Deux soldats espagnols moururent. Les Américains étaient d'une manière générale bien accueillis par la population portoricaine, ce qui facilitait beaucoup leur invasion, et les Espagnols se rendirent sans autres incidents majeurs. Les pertes totales pour la campagne de Porto Rico s'élevèrent à 450 morts ou blessés espagnols et portoricains, et 4 morts et 39 blessés chez les Américains.

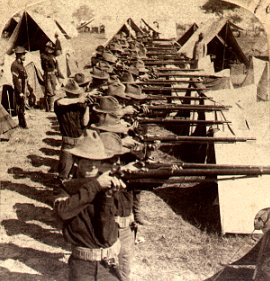
Le 1er régiment de volontaires du Kentucky à Porto Rico en 1898

Le 8 août 1898, la guerre hispano-américaine s'achève, et par la signature du traité de Paris le 10 décembre, Porto Rico devient un territoire des États-Unis. Les troupes espagnoles étaient déjà parties depuis le 18 octobre, et les États-Unis nommèrent le général John R. Brooke gouverneur militaire de l'île. Le 1er juillet 1899, le régiment d'infanterie de l'US Army de Porto Rico fut créé, et approuvé par le congrès le 27 mai 1908. Le régiment était composé de 1 969 soldats tous exclusivement volontaires et portoricains.
En 1897, avant le début des combats à Porto Rico, Juan Alonso Zayas, né à San Juan, était sous-lieutenant dans l'armée espagnole quand il reçut ordre de se rendre aux Philippines pour prendre le commandement du 2e bataillon expéditionnaire, stationné à Baler. Il arriva à Manille, la capitale, en mai 1897. Il y prit ensuite la bateau pour Baler, sur l'île de Luçon. La distance entre Manille et Baler est de 100 km ; s'il avait voyagé dans la jungle et les routes mal construites, la distance aurait été de 230 km. À cette époque, presque aucun système de communication entre Manille et Baler n'existait. La seule manière pour Baler de recevoir les messages de Manille était les bateaux. Le gouvernement colonial était constamment attaqué par des groupes indépendantistes philippins locaux. La mission de Zayas était de fortifier Baler contre toute attaque possible. Un de ses plans pour la défense de Baler était de convertir l'église locale de San Luis de Tolosa en un fort.
Les partisans de l'indépendance, menés par le colonel Calixto Vilacorte, était appelés « insurgés » (Tagalos) par la couronne espagnole. Le 28 juin 1898, ils exigèrent la reddition de l'armée espagnole. Le gouverneur espagnol de la région, Enrique de las Morena y Fossi, refusa ; les Filipinos attaquèrent alors immédiatement Baler dans une bataille qui devait durer sept mois. Bien que l'ennemi fût supérieur en nombre, et qu'il souffrît de faim et de maladies, le bataillon ne se rendit pas. Au même moment, Zayas et le reste du bataillon n'était pas du tout au courant de la guerre hispano-américaine qui se déroulait. En août 1898, les hostilités entre les États-Unis et l'Espagne prirent fin. Les Philippines devinrent une possession américaine par le traité de Paris. En mai 1899, le bataillon de Baler prit connaissance de la guerre hispano-américaine et de ses conséquences. Ils ne se rendaient pas compte qu'ils s'étaient battus pour des terres qui n'étaient plus en leur possession. Le 2 juin 1899, le commandant du bataillon, le lieutenant Martín Cerezo se rendit aux Tagalos seulement en échange de quelques conditions, parmi lesquelles :
1. Les Espagnols ne seraient pas traités en prisonniers de guerre
2. On ne leur ferait pas de mal pendant qu'ils se mettraient à la recherche d'un navire qui les ramènerait en Espagne.

Les 32 survivants de bataillon de Zayas furent envoyés à Manille, où ils embarquèrent pour l'Espagne. Une fois rentrés, ils furent accueillis en héros et furent appelés los Ultimos de Baler — « les derniers de Baler ».

## Garde nationale de Porto Rico
En 1906, un groupe de Portoricains rencontra Winthrop, le gouverneur désigné, et suggéra la création d'une garde nationale portoricaine. La pétition échoua car la constitution des États-Unis interdit la mise en place d'une force armée dans le territoire national sans l'autorisation du congrès.
Le 19 juin 1915, le général de division Luis Esteves de l'US Army devint le premier Portoricain à obtenir son diplôme de l'académie militaire de West Point à New York. Lorsqu'il était étudiant, il donna des cours particuliers d'espagnol à son camarade de classe Dwight David Eisenhower ; une seconde langue étant nécessaire pour pouvoir avoir son diplôme. Il était sous-lieutenant dans la 8e brigade d'infanterie de l'armée sous le commandement de John Pershing quand il fut envoyé à El Paso, au Texas dans l'expédition contre Pancho Villa. D'El Paso, on l'envoya dans la ville de Polvo, où il fut nommé maire et juge par ses citoyens. Esteves aida à l'organisation du 23e bataillon, qui serait composé de Portoricains et stationné à Panamá pendant la Première Guerre mondiale. Il joua également un rôle clé dans la formation de la garde nationale portoricaine.

## Guerres mondiales

### Première Guerre mondiale
Peu après le début de la Première Guerre mondiale, le congrès adopte la loi Jones-Shafroth, qui accorde la citoyenneté à tous les Portoricains. En conséquence, beaucoup de Portoricains, à l'exception des femmes, devinrent admissibles au service militaire. Le 3 mai 1917, le régiment recruta 1 969 hommes. Les 295e et 296e régiment d'infanterie furent créés à Porto Rico. Le premier coup de feu de la Première Guerre mondiale tiré par les États-Unis le fut à Porto Rico par un Portoricain engagé dans l'US Army, le lieutenant Teófilo Marxuach. Le lieutenant Marxuach était l'officier du jour au château El Morro, à l'entrée de la baie de San Juan, quand la guerre fut déclarée. Un navire armé pour l'approvisionnement des sous-marins allemands dans l'Atlantique, l'Odenwald, essaya de forcer le passage hors de la baie. Le lieutenant Marxuach ouvrit le feu des murs de la forteresse et força le navire à retourner au port et être immobilisé.
Le 17 mai 1917, le régiment d'infanterie de Porto Rico fut envoyé pour garder le canal de Panama en défense de la zone du canal de Panama. L'un des Portoricains qui se distinguèrent pendant la Guerre fut le lieutenant Frederick Lois Riefkohl de l'U.S. Navy, qui le 2 août 1917 devint le premier Portoricain à recevoir la Croix de la Navy. Cette récompense est la deuxième plus haute médaille après la médaille d'honneur à pouvoir être décernée par la Navy, le lieutenant Riefkohl la reçut pour ses actes au combat d'un sous-marin ennemi. Il fut aussi le premier Portoricain à sortir de l'académie navale d'Annapolis, servant comme contre-amiral pendant la Première Guerre mondiale,.
À partir de 1918, l'armée de terre prit conscience qu'il y avait une pénurie de docteurs spécialisés en anesthésie, une spécialité mal payée mais nécessaire dans les salles d'opération de l'armée. Par conséquent, l'armée de terre commença à embaucher à contrecœur des femmes médecins comme employées à contrat civil. La première doctoresse portoricaine à servir dans l'armée sous contrat était Dolores Pinero de San Juan. Elle était affectée à l'hôpital de la base de San Juan où elle travaillait comme anesthésiste les matins et dans le laboratoire les après-midis.
À New York, beaucoup de Portoricains s'engagèrent dans le 396e régiment d'infanterie, composé principalement d'Afro-Américains. Il ne leur était pas permis de se battre aux côtés de leurs compatriotes blancs, cependant ils pouvaient le faire comme membres d'une unité française en uniformes français. Ils se battirent sur le front de l'Ouest en France, et ils gagnèrent le surnom de « combattants d'Harlem de l'enfer » par les allemands. Parmi eux se trouvait Rafael Hernandez, considéré par beaucoup comme le meilleur compositeur de Porto Rico. Le 396e fut décoré de la croix de Guerre par le président de la république française pour ses actions d'éclat sur le champ de bataille. Le régiment de Porto Rico retourna sur l'île en mars 1919 et fut renommé 65e régiment d'infanterie par l'acte de réorganisation du 4 juin 1920.
Le besoin d'une garde nationale portoricaine devint évident au général de division Luis Esteves, qui avait servi comme instructeur des officiers portoricains pour le régiment d'infanterie de Porto Rico au camp de Las Casas. Sa demande fut acceptée par le gouvernement et la législation de l'île. En 1919, le premier régiment de la garde nationale de Porto Rico fut mis en place, et le général Esteves en devint le premier commandant officiel,.
Porto Rico subit lourdement les conséquences de la Grande Dépression dans les années 1930, et beaucoup d'habitants déménagèrent sur la côte Est des États-Unis pour trouver un travail et une meilleure vie. Sur l'île, le taux de chômage continuait d'augmenter et beaucoup de Portoricains qui étaient incapables de trouver un emploi virent l'armée des États-Unis comme une source de travail. Non seulement ils gagnaient plus qu'avec d'autres emplois disponibles, mais ils avaient également la garantie d'être nourris, logés et blanchis.

### Guerre d'Espagne (1936-1939)
Avant que les États-Unis n'entrent dans la Seconde Guerre mondiale, les Portoricains s'étaient déjà battus sur le sol européen pendant la guerre civile espagnole.
Cette guerre civile fut un conflit majeur en Espagne qui débuta par une tentative de coup d'État réalisée par une partie de l'armée, menée par le général nationaliste Francisco Franco, contre le gouvernement de la Seconde République espagnole. Les Portoricains se battirent au nom des deux camps impliqués, les « Nationalistes », membres de l'armée espagnole et les « Loyalistes » (républicains), membres de la Brigade internationale Abraham Lincoln.
Parmi les Portoricains se battant au côté du général Franco au nom des nationalistes se trouvait le général Manuel Goded Llopis (1882 - 1936), un officier de haut rang de l'armée espagnole qui était né à San Juan, et qui fut nommé chef d'état-major de l'Armée espagnole d'Afrique, après ses victoires dans la guerre du Rif. Il prit les Baléares et sous l'ordre de Franco, mata la rébellion des Asturies. Llopis fut envoyé mener le combat contre les anarchistes de Catalogne, mais l'ennemi était trop nombreux. Il fut capturé et condamné à mort par le peloton d'exécution,.
Parmi les Portoricains se battant au nom de la Seconde République espagnole comme membres de la brigade Abraham Lincoln, se trouvait le lieutenant Carmelo Delgado Delgado (1913-1937), un des chefs du parti nationaliste de Porto Rico qui venait de Guayama et se trouvait en Espagne pour poursuivre ses études de droit lorsqu'éclata la guerre civile. Delgado était un antifasciste qui prenait les nationalistes espagnols pour des traîtres. Il prit part à la bataille de Madrid, mais fut capturé et condamné à être fusillé le 29 avril 1937. Il fut l'un des premiers citoyens américains à mourir dans ce conflit.

### Seconde Guerre mondiale

#### Le Pearl Harbor de l'Atlantique
En 1938, quand l'Allemagne attaqua la Grande-Bretagne, les États-Unis craignirent que si les Allemands contrôlaient le Royaume-Uni, ils seraient les suivants avec le Mexique. En 1940, le président Franklin Delano Roosevelt ordonna la construction d'une base navale dans l'Atlantique, similaire à Pearl Harbor à Hawaii. Le site était conçu pour fournir du mouillage, de la mise à quai, des installations de réparation, du carburant, et de l'approvisionnement pour 60 % de la flotte de l'Atlantique. La base navale qui fut nommée U.S. Naval Station Roosevelt Roads’ devint la plus grande installation maritime du monde en zone terrestre et devait être le Pearl Harbor de l'Atlantique. Le destin de la base fut changé quand les Allemands furent vaincus et l'attention de la marine détournée de l'Atlantique au Pacifique.

#### Portoricains dans l'armée
Au cours de la Seconde Guerre mondiale, plus de 53 000 Portoricains servirent dans l'armée des États-Unis. Les soldats de l'île, servant dans le 65e régiment d'infanterie, participèrent aux combats du théâtre européen en Allemagne et en Europe centrale. Ceux qui résidaient en métropole furent affectés dans des unités régulières et servaient soit en Europe, soit dans le Pacifique. Ils ont parfois été victimes de discrimination raciale, pratique à l'époque largement répandue aux États-Unis.
La Seconde Guerre mondiale fut aussi le premier conflit dans lequel des femmes, autres que des infirmières, furent autorisées à servir dans les forces armées des États-Unis. Pourtant, quand ils entrèrent en guerre, des infirmières portoricaines qui se portèrent volontaires pour servir ne furent pas acceptées dans la marine et l'armée de terre. En conséquence, beaucoup de femmes de l'île émigrèrent en métropole pour travailler dans les usines d'équipement militaire. En 1944, le corps d'infirmières de l'armée de l'air décida de recruter activement des Portoricaines pour pouvoir s'affranchir de la barrière de la langue dans les hôpitaux. Parmi elles se trouvait le sous-lieutenant Carmen Dumler, qui devint la première femme officier portoricaine.
Le 149e corps d'armée auxiliaire des femmes fut le premier à traverser les mers, naviguant du port de New York à l'Europe en janvier 1943. L'unité arriva en Afrique du nord le 27 janvier 1943 et prit son service à Alger dans les quartiers généraux du général Eisenhower. Carmen Contreras-Bozak, un membre de cette unité, fut la première à servir dans le corps d'armée des femmes comme interprète et eut de nombreux autres rôles administratifs.

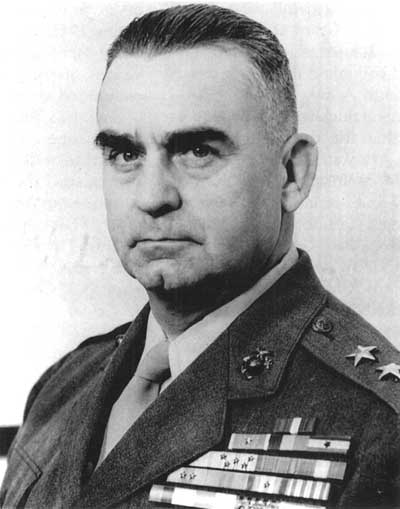
Le général de corps d'armée Pedro del Valle

Le 65e d'infanterie, après un entraînement intensif en 1942, fut envoyé à Panama pour protéger les côtés Pacifique et Atlantique de l'isthme en 1943. Le 25 novembre 1943, le colonel Antulio Segarra succéda au colonel John Menclenhall comme commandant du 65e d'infanterie, devenant ainsi le premier officier portoricain de l'armée régulière à commander un régiment de l'armée régulière. En 1944, le régiment fut expédié en Afrique du Nord, arrivant à Casablanca, où il continua son entraînement. Certains des Portoricains se trouvaient alors pour la première fois loin de leur terre natale, cela nourrit l'inspiration pour la composition de deux des plus célèbres boléros de Porto Rico : « En mi viejo San Juan » par Noel Estrada et « Despedida », une chanson d'adieu écrite par Pedro Flore et interprétée par Daniel Santos. Au 29 avril 1944, le régiment avait débarqué en Italie, et s'était ensuite déplacé en Corse. Le 22 septembre 1944, le 65e d'infanterie arriva en France et combattit dans les Alpes-Maritimes à Peïra-Cava. Le 13 décembre 1944, sous le commandement du lieutenant-colonel Juan Cesar Cordero Davila, il releva le 2e bataillon du 442ème régiment d'infanterie, un régiment composé de Nippo-Américains commandé par le colonel Virgil R. Miller, un natif de Porto Rico. Le 3e bataillon vainquit la 34e division du 107e régiment d'infanterie allemand. Il y eut 47 blessés et tués au combat, dont le soldat Sanchez-Sanchez et le sergent Angel Martinez, de la ville de Sabana Grande. Ils furent les deux premiers Portoricains tués au combat du 65e d'infanterie. Le 18 mars 1945, le régiment fut envoyé dans l'arrondissement de Mannheim pour l'occuper. En tout, le 65e d'infanterie participa aux batailles de Naples-Fogis, Rome-Arno, d'Europe centrale et de la Rhénanie. Le 27 octobre 1945, le régiment prit le bateau et quitta la France pour revenir à Porto Rico 9 novembre 1945. Il souffrit d'un total de 23 tués au combat.
C'était aussi la première fois que des Portoricains jouaient un rôle important en commandant dans les forces armées des États-Unis. Parmi eux le lieutenant-colonel Juan Cesar Cordero Davila qui servit dans le 65eL d'infanterie et le colonel Virgil Miller, un diplômé de West Point né à San Germán, et qui commanda le 442nd Regimental Combat Team, une unité composée de Nisei (seconde génération d'immigrants japonais), pendant la Seconde Guerre mondiale et qui porta secours au bataillon Texas perdu de la 36e division d'infanterie, dans les forêts des Vosges,. Sept Portoricains diplômés de l'Académie navale d'Annapolis avaient des positions de commandement dans les corps de la marine et de l'armée de terre.
Ces hommes étaient : le général de corps d'armée Pedro Augusto del Valle, le premier général hispanique du corps des Marines des États-Unis, qui a joué un rôle clé dans la campagne de Guadalcanal et dans la bataille de Guam, devenant le premier commandant de la 1re division des Marines. Del Valle eu un rôle déterminant dans la victoire contre les forces japonaises à Okinawa et fut chargé de la réorganisation de cette préfecture,,. L'Amiral Horacio Rivero, de l'U.S. Navy, qui fut le premier Portoricain à devenir amiral ; le capitaine Marion Frederic Ramirez de Arellano, de l'U.S. Navy, fut le premier commandant de sous-marin hispanique. En tant que commandant de l'USS Balao, on lui attribua le torpillage de deux navires japonais ; le contre-amiral Rafael Celestino Benitez, de l'U.S. Navy, fut un commandant de sous-marin très décoré à qui on décerna deux fois la Silver Star ; le contre-amiral Jose Cabanillas, de l'U.S. Navy qui était cadre de l'administration sur l'USS Texas et qui a participé aux débarquements en Afrique du Nord et en Normandie ; le contre-amiral Edmund Ernest Garcia, de l'U.S. Navy, commandant du destroyer USS Sloat qui participa aux débarquements d'Afrique, de Sicile et de France ; le contre-amiral Frederick Lois Riefkohl, de l'U.S. Navy, le premier Portoricain à obtenir son diplôme de l'académie navale d'Annapolis et à recevoir la Navy Cross et le colonel Jaime Sabater, du corps des Marines, qui commanda pendant les opérations amphibies de l'île Bougainville.
Parmi les nombreux Portoricains qui se sont distingués, on peut citer le soldat Anibal Irizarry, le capitaine Mike Gilormini et le sergent Agustin Ramos Calero.
Le soldat Anibal Irrizarry était une membre de la compagnie L du 18e régiment d'infanterie, de la première division d'infanterie qui atterrit à Oran, en Algérie le 8 novembre 1942 dans le cadre de l'opération Torch. Ce même mois, son équipe fut immobilisée par un tir de mitrailleuse ennemie. Irrizarry se fraya un chemin jusqu'au flanc de la colline où l'ennemi se trouvait et tua tous les soldats avec son fusil BAR. Il captura ensuite huit soldats et anéantit une autre mitrailleuse embusquée, en lançant une grenade d'une distance de 20 mètres avant d'être gravement blessé. Irizarry, qui reçut le Purple Heart, devint le premier Portoricain récipiendaire de la Distinguished Service Cross. Son nom, cependant, est mal épelé dans sa citation,.
Le capitaine Mike Gilormini servit dans la Royal Air Force et dans l'U.S. Air force comme pilote de chasse pendant la Seconde Guerre mondiale. Il reçut la Silver Star, la Air Medal avec quatre bouquets, et la Distinguished Flying Cross cinq fois. Gilormini devint plus tard le fondateur de la garde nationale aérienne de Porto Rico et partit à la retraite avec le grade de général de brigade.
Le sergent Agustin Ramos Calero obtint un total de 22 décorations et médailles pour ses actions en Europe pendant la Seconde Guerre mondiale, devenant ainsi le deuxième soldat portoricain le plus décoré dans l'armée des États-Unis pendant cette guerre.

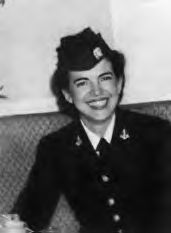
Le lieutenant Maria Rodriguez Denton

Le lieutenant Maria Rodriguez Denton, née à Guanica, Porto Rico, fut la première femme connue d'ascendance portoricaine à devenir officier dans l'U.S. Navy en tant que membre des WAVES. Ce fut elle qui transmit la nouvelle de la fin de la guerre au président Harry Truman.
Malheureusement, le nombre exact de Portoricains qui servirent pendant la Seconde Guerre mondiale dans les autres unités, celles qui n'étaient pas de Porto Rico, ne peut être connu car l'armée catégorisait les hispaniques de la même manière que les blancs. Les seuls groupes raciaux qui étaient séparés étaient les noirs et les Asiatiques,.

## Révolte contre les États-Unis

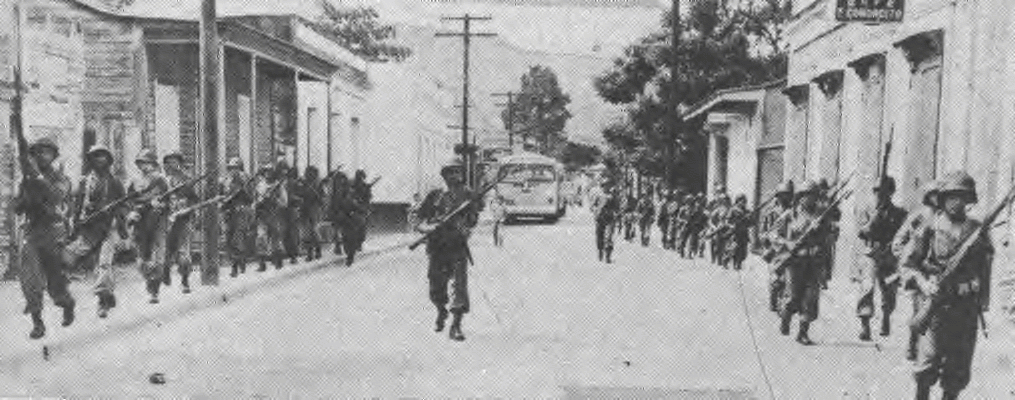
Le 296e régiment d'infanterie de la garde nationale de Porto Rico à Jayuya

Au milieu des années 1940, divers groupes , comme le parti indépendantiste portoricain, qui croyait en l'accession à l'indépendance par voie électorale, et le parti nationaliste portoricain, qui croyait au concept de révolution armée, existaient à Porto Rico. Le 30 octobre 1950 les nationalistes menés par Pedro Albizu Campos organisèrent des soulèvements dans les villes de Ponce, Mayagüez, Naranjito, Arecibo, Utuado, San Juan et Jayuya.
Le plus notable d'entre eux fut celui de Jayuya qui est aujourd'hui connu comme El Grito de Jayuya (Jayuya Uprising (en), le soulèvement de Jayuya). La meneuse nationaliste Blanca Canales mena les nationalistes armés dans la ville où ils attaquèrent le commissariat. Une fusillade se déroula, un agent fut tué et trois autres blessés avant que les autres ne lâchent leurs armes et se rendent. Les nationalistes coupèrent alors les lignes de téléphone et brûlèrent le bureau de poste. Canales mena le groupe dans le square de la ville, où ils élevèrent le drapeau bleu clair interdit de Porto Rico. Dans le square, Canales fit un discours et proclama la république libre de Porto Rico. Les nationalistes tinrent la ville pendant trois jours.

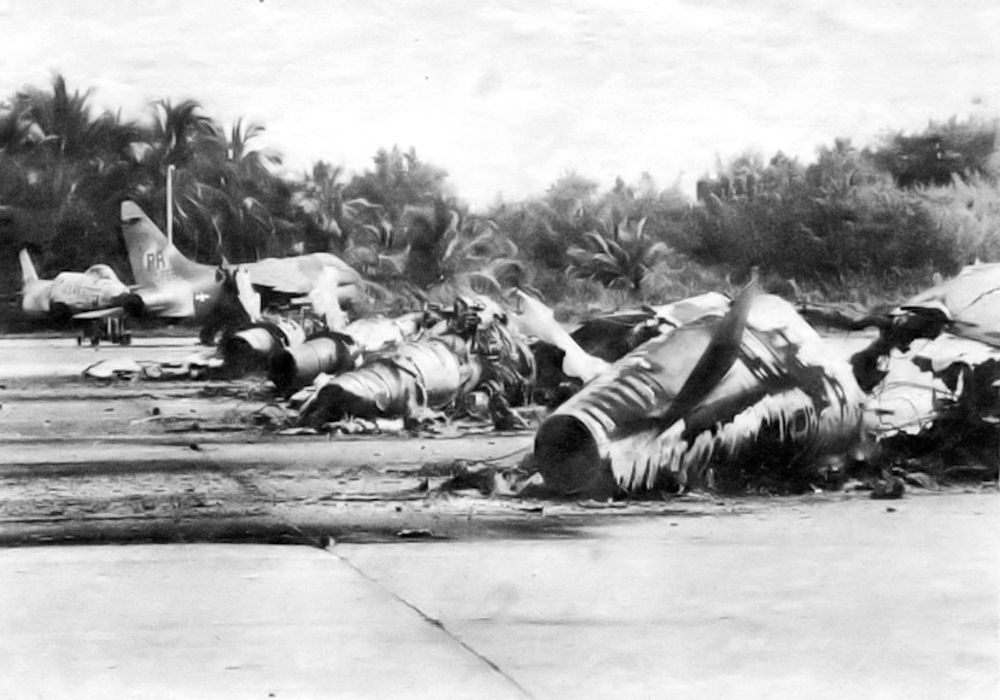
Quelques-uns des 10 A-7D détruits ou endommagés le 12 janvier 1981 par un attentat.

Les États-Unis instaurèrent la loi martiale à Porto Rico et envoyèrent la garde nationale pour prendre Jayuya. La ville fut attaquée par des chasseurs-bombardiers Republic P-47 Thunderbolt et par l'artillerie. Bien qu'une partie de la ville fut détruite, les informations concernant cette opération militaire furent étouffées hors de Porto Rico. Il fut désigné comme un incident entre Portoricains. Les principaux chefs du parti nationaliste, dont Albizu Campos et Blanca Canales, furent arrêtés et purgèrent de lourdes peines de prison.
Griselio Torresola, le garde du corps de Albizu Campos, était aux États-Unis au moment du soulèvement de Jayuya. Torresola et son camarade nationaliste Oscar Collazo devaient assassiner le président Truman. Le 1er novembre 1950, ils attaquèrent la Blair House où Torresola et un policier, Leslie Coffelt, perdirent. Oscar Collazo fut arrêté et condamné à mort. Sa peine fut ensuite commuée en détention à perpétuité par Truman et il reçut finalement la grâce présidentielle.
Le 12 janvier 1981, un sabotage à lieu la base aérienne de la garde nationale aérienne de Muñiz dans l'enceinte de l'aéroport international de Isla Verde à Porto-Rico. Des charges explosives placé par la Boricua Popular Army (en) endommagent onze avions de combat dont dix LTV A-7 Corsair II et un F-104C, ce dernier devant être exposé. 8 A-7D sont totalement détruits.

## Guerre Froide (1947–1991)
Après la Seconde Guerre mondiale une lutte géopolitique, idéologique, et économique émergea entre les États-Unis et l'Union soviétique qui impliquait leurs alliés respectifs. Elle fut nommée guerre froide parce que l’affrontement direct n'eut jamais lieu entre les deux camps. Cette « guerre » amena à une course aux armes conventionnelles et nucléaires, des réseaux d'alliances militaires, une guerre économique et des embargos commerciaux, de la propagande, de l'espionnage et des guerres de fondés de pouvoir. La crise des missiles de Cuba de 1962 fut la confrontation directe la plus importante. La guerre de Corée et du Viêt Nam furent parmi les guerres civiles polarisées autour de la guerre froide.

### L'incident de l'USSCochino
L'USS Cochino, était un sous-marin de la classe Balao commandé par le Commander Rafael Celestino Benítez. Le 12 août 1949, le Cochino, accompagné de l'USS Tusk (SS-426), partit du port de Portsmouth. Les deux sous-marins diesel étaient censés effectuer un entraînement en eaux froides cependant, d'après Guerre froide sous les mers : l'histoire méconnue des sous-marins espions américains, les sous-marins faisaient partie d'une opération des services de renseignement américains. Ils avaient des schnorchels qui leur permettaient de passer de longues périodes sous l'eau, étant largement invisibles à un ennemi éventuel, et ils transportaient du matériel électronique conçu pour détecter des signaux radio longue distance. La mission du Cochino et du Tusk était d'écouter discrètement les communications qui révélaient le test du lancement de missiles soviétiques à partir d'un sous-marin, missiles qui pouvaient contenir dans un futur proche des têtes nucléaires. Cette mission fut donc la première mission d'espionnage américaine sous-marine de la guerre froide.
La mission fut interrompue quand les batteries de deux tonnes du Cochino prirent feu. Le Commander Benitez commanda la lutte contre l'incendie, essayant à la fois de sauver son bateau et son équipage des gaz toxiques. L'équipage du Tusk sauva tout le monde sauf un membre du Cochino et convainquit le commandant Benitez, qui était le dernier homme sur le Cochino, d'embarquer sur le Tusk. Le Cochino coula au large de la Norvège deux minutes après que Benitez eut quitté le navire. Benitez prit sa retraite de contre-amiral de la marine en 1957.

### La guerre de Corée
61 000 Portoricains ont servi pendant la guerre de Corée dont 18 000 se sont engagés dans les États-Unis contigus. Les Portoricains se sont distingués comme membres du 65e régiment d'infanterie, recevant beaucoup de récompenses et reconnaissances ; cependant ils furent également impliqués dans le plus grand procès de cour martiale de la guerre de Corée.
Le 26 août 1950, le 65e régiment d'infanterie quitta Porto Rico pour arriver à Pusan, en Corée le 23 septembre 1950. C'est pendant ce long voyage maritime que le régiment fut surnommé « les Borinqueneers ». Ce nom est composé des mots « Borinquen » (le nom Taïno de Porto Rico) et de « Buccaneers » (boucanier ou flibustier). Les hommes du 65e furent les premiers fantassins [réf. nécessaire]à affronter l'ennemi sur les champs de bataille de Corée. Le manque de vêtement chaud pendant les hivers rigoureux était une des épreuves affrontées par les Portoricains. L'ennemi tenta plusieurs fois d'encercler le régiment, mais échoua à chaque fois à cause des lourdes pertes infligées par le 65e d'infanterie. En décembre 1950, les Marines se sont trouvés dans la zone du réservoir artificiel de Chosin. En juin 1951, le 65e pris part à un corps expéditionnaire qui permit aux marines de se replier du réservoir artificiel de Hauack-on. Quand les marines furent encerclés par les troupes communistes chinoises près de la frontière avec la Mandchourie, le 65e prit d'assaut leur défense. Les marines purent alors se replier en sécurité vers les navires.
Parmi les batailles et opérations auxquelles a participé le 65e se trouve l'opération « Killer » en janvier 1951, le régiment devenant le premier à franchir le fleuve Han. En avril 1951, le régiment participa aux assauts contre le couloir d'Uijonber et en juin 1951, le 65e fut le troisième régiment à franchir la rivière Han Ton. Le 65e fut le régiment qui prit et tint et eut également un rôle déterminant dans la rupture de « Iron Triangle » de la colline 717 en juillet 1951. En novembre 1951, le régiment repoussa une attaque par deux unités ennemies de la taille d'un régiment. Le colonel Juan César Cordero Dávila fut nommé commandant du 65e d'infanterie le 8 février 1952, devenant ainsi l'un des officiers issus d'une minorité ethnique les plus gradés de l'armée. Le 3 juillet 1952, le régiment défendit la ligne de front principale pendant 47 jours et a vu de nombreux combats à Cognac, King et Queen avec des attaques couronnées de succès sur les positions chinoises. En octobre, il combattit également dans le secteur de Cherwon et à Iron Horse sur la colline 391, dont la partie basse fut appelée « Jackson Heights ». En septembre 1952, le 65e d'infanterie tenait une colline appelée « Outpost Kelly ». Les forces communistes chinoises qui avaient rejoint les Nord-Coréens envahirent la colline à ce qui devint la bataille d'Outpost Kelly. Par deux fois le 65e régiment fut écrasé par l'artillerie chinoise et repoussé.
En juin 1953, le 2e bataillon mena une série de raids réussis sur la colline 412 et en novembre, le régiment contre-attaqua avec succès les unités ennemies dans la vallée de Numsong et tint ses positions jusqu'à la trêve conclue par tous les belligérants impliqués.

#### Cour martiale à grande échelle et reconnaissance après la guerre
Le colonel Cordero Davila fut relevé de son commandement par le colonel Chester B. DeGavre, un diplômé de West Point et officier des États-Unis continentaux et l'état-major du 65e remplacé par des officiers non hispaniques. DeGavre ordonna que l'unité arrête de s'appeler elle-même les Borinqueneers, supprima leurs rations spéciales de riz et de haricots, ordonna aux hommes de se raser la moustache et fit porter à l'un d'eux un panneau portant la mention « je suis un lâche ». On pense que ces humiliations, la fatigue due aux combats ainsi que la barrière de la langue sont des facteurs qui menèrent aux refus de certains hommes de la compagnie L du 65e de continuer le combat.
En décembre 1954, 162 Portoricains du 65e d'infanterie furent arrêtés, 95 jugés en cour martiale et 91 déclarés coupables et condamnés à des peines de travaux forcés pour des durées allant de 1 à 18 années. Ce fut le plus grand jugement de cour martiale de la guerre de Corée. Le secrétaire à l'Armée des États-Unis Robert T. Stevens (en) agit rapidement pour diminuer ces peines et accorder sa clémence et gracier tous ceux qui furent impliqués. Bien que les hommes passés en cour martiale furent graciés, il y a actuellement un mouvement pour une réhabilitation formelle.
Un rapport de l'armée de 2001 mit la détérioration du 65e sur le compte des facteurs suivants : un manque d'officiers et de sous-officiers, une politique de rotation qui retirait les meneurs et les soldats expérimentés, des tactiques qui menaient à de lourdes pertes, un manque de munitions, un manque de communications entre des officiers en majorité blancs et anglophones et des soldats portoricains hispanophones, et un moral sur le déclin. Le rapport avance également un parti-pris dans l'inculpation des Portoricains, citant des exemples de soldats du continent qui ne furent pas poursuivis après avoir refusé de combattre dans les mêmes circonstances, avant et après Jackson Heights.
Le 65e d'infanterie fut crédité de participations aux batailles de neuf campagnes. Parmi les distinctions accordées aux membres du 65e on trouve 10 Distinguished Service Cross, 256 Silver Star et 595 Bronze Star. D'après le journal El Nuevo Día du 30 mai 2004 un total de 756 Portoricains ont perdu la vie en Corée, dans les 4 branches des forces armées américaines. Plus de la moitié d'entre eux étaient du 65e d'infanterie (en excluant les non Portoricains). Le 65e d'infanterie retourna à Porto Rico et fut démantelé en 1956. Cependant le général de brigade Juan Cordero, l'adjudant général de Porto Rico convainquit le département de l'armée de terre de transférer le 65e d'infanterie de l'armée régulière vers la garde nationale de Porto Rico. C'est la seule unité jamais transférée d'un élément actif de l'armée de terre à la garde nationale.
Parmi les Portoricains du régiment qui se sont distingués : le général de Brigade Antonio Rodriguez Balinas (récompensé par 2 Silver Star), le colonel Carlos Betances Ramirez (seul officier portoricain à commander un bataillon d'infanterie), le sergent-chef Pedro Rodriguez (récompensé de deux Silver Star), le sergent Modesto Cartagena (l'hispanique le plus décoré de l'Histoire). D'autres Portoricains qui se sont distingués : le soldat de première classe Fernando Luis Garcia du corps des Marines qui devint le premier récipiendaire portoricain de la Medal of Honor quand il recouvrit une grenade de son corps, sauvant la vie de ses compagnons d'armes et le soldat de première classe Ramon Nuñez-Juarez ainsi que le soldat de première classe Enrique Romero-Nieves, qui reçurent la Navy Cross, la deuxième plus haute décoration de la marine américaine après la Medal of Honor. Également, le général de division Salvador E. Felices de l'(USAF) participa à 19 bombardements sur la Corée du Nord.

### Crise des missiles de Cuba
La crise des missiles de Cuba fut un conflit tendu entre l'Union soviétique et les États-Unis pour le déploiement de missiles nucléaires à Cuba. Le 22 octobre 1962, l'amiral Horacio Rivero était le commandant de la flotte américaine envoyée par le président John Fitzgerald Kennedy pour établir une quarantaine (blocus) des navires soviétiques. Le 28 octobre, le premier secrétaire du PCUS Nikita Khrouchtchev ordonna le retrait des missiles soviétiques de Cuba, et Kennedy ordonna la fin du blocus de Cuba le 20 novembre, entraînant la fin de la crise. L'amiral Rivero servi plus tard comme ambassadeur des États-Unis en Espagne (1972–75).

### Guerre du Viêt-Nam
Pendant la Guerre du Viêt Nam, on estime à 48 000 le nombre de Portoricains qui servirent dans les quatre branches des forces armées. Des 345 Portoricains qui moururent au combat, 17 furent portés disparus, et parmi eux, le soldat de première classe Humberto Acosta-Rosario est le seul dont le corps n'a jamais été retrouvé et qui est toujours aujourd'hui porté disparu.
Quatre Portoricains, le spc4 (officier technicien de quatrième classe) Hector Santiago-Colon, le capitaine Euripides Rubio, le soldat de première classe Carlos Lozada et le capitaine Humbert Roque Versace, reçurent la médaille d'honneur, la plus haute décoration militaire des États-Unis. Le sergent Angel Mendez, un Marine américain, reçut à titre posthume la Croix de la Navy. Le 16 mars 1967, il sauva la vie de son commandant de section, le lieutenant Ronald D. Castille (un des sept juges de la cour suprême de Pennsylvanie, le sénateur Chuck Schumer demanda la promotion de la décoration Medez pour qu'il reçoive la médaille d'honneur. Le soldat le plus décoré de la guerre du Viêt-Nam fut le sergent de première classe Jorge Otero Barreto de la ville de Vega Baja. Le sergent Otero Barreto fut un membre de l'U.S. Army, qui reçut 38 décorations, dont 3 Silver Star, 5 Bronze Star avec Valor, 5 Purple Heart et 5 Air Medal,.
Parmi les autres Portoricains qui ont servi au Viêt-Nam et qui se sont distingués pendant leur carrière militaire, on trouve : le général de division Salvador E. Felices, le contre-amiral Diego E. Hernandez, le colonel Hector Andres Negroni et le général de brigade Ruben A. Cubero qui en 1991 devint la première personne d'origine hispanique à devenir le doyen de l'United States Air Force Academy.
Deux Portoricains qui servirent au Viêt-Nam reçurent des postes dans l'administration de George W. Bush. Ce sont le docteur Richard Carmona, un ancien béret vert qui obtint deux Purple Heart et qui fut nommé chef des services de santé en mars 2002, et le général de division William A. Navas Jr., qui reçut la Bronze Star et qui fut nommé Secrétaire adjoint à la Marine des États-Unis le 6 juin 2001.

### Opération Canyon El Dorado
Le 14 avril 1986, en réponse à des attentats terroristes soutenus par le chef libyen Mouammar Kadhafi, en particulier l'attentat contre une discothèque berlinoise fréquentée par des soldats américains commis huit jours plus tôt, et avec pour toile de fond les affrontements et tensions grandissantes entre les marines américaines et libyennes à propos des revendications de la Libye sur les eaux territoriales contestées du golfe de Syrte, les États-Unis lancèrent une attaque surprise sur les installations clés de Tripoli et d'autres parties de la Libye. Le nom de code de cette attaque était opération Canyon El Dorado.
Avec le consentement du gouvernement du Royaume-Uni, 24 bombardiers-chasseurs F-111F de l'U.S. Air Force décollèrent de bases américaines en Angleterre. L'attaque eut lieu pendant les heures précédant l'aube du 15 avril, leurs objectifs principaux comportaient 22 aéroports, des camps d'entrainement de terroristes, et d'autres installations militaires. Le capitaine Fernando L. Ribas-Dominicci fut un des pilotes qui prit part au raid aérien contre la Libye. Son F-111 fut abattu dans la zone contestée du Golfe de Syrte, au large des côtes libyennes. Ribas-Dominicci et son coéquipier chargé de l'armement, le capitaine Paul F. Lorence, furent les seules pertes américaines. Kadhafi, qui fut également personnellement visé, s'échappa blessé, mais sa fille fut tuée.

## Événements récents
En 1980, le capitaine Linda Garcia Cubero, qui fit partie de la première promotion de femmes à être diplômée de l'United States Air Force Academy, devint la première hispanique à sortir d'une école militaire.

### Guerre du Golfe et opération rétablissement de l'espoir

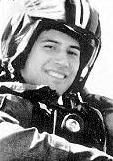
Le capitaine Manuel Rivera Jr., du corps des marines des États-Unis (USMC)

En 1990, 1 700 gardes nationaux portoricains se trouvaient parmi les 20 000 hispaniques déployés dans le golfe Persique dans les opérations "Bouclier du désert" et "Tempête du désert", qui faisaient partie de la guerre du Golfe. Quatre Portoricains perdirent la vie, dont le capitaine Manuel Rivera, Jr. du corps des Marines des États-Unis, un Portoricain du Sud du Bronx, qui le 22 janvier 1991 devint le premier soldat à être tué dans l'opération bouclier du désert. Rivera fut tué dans une mission de soutien dans le golfe Persique. Le 30 janvier 1991, la chambre des représentants des États-Unis rendit hommage à Rivera.
L'opération rétablissement de l'espoir fut une opération militaire américaine avec le soutien des Nations unies qui fut montée pour envoyer une aide humanitaire et rétablir l'ordre en Somalie, qui subissait une grave famine, l'anarchie et la domination par un petit nombre de seigneurs de guerre après la chute du gouvernement marxiste de Siad Barre et l'éclatement de la guerre civile somalienne. Le 30 janvier 1993, le soldat de première classe Domingo Arroyo Jr., un marine de Port-Rico, devint le premier des 44 soldats américains tués pendant l'opération. Il fut pris dans une embuscade à Mogadiscio, la capitale somalienne par des seigneurs de guerre.

### Campagnes duXXIesiècle
Pendant les campagnes militaires d'Afghanistan et d'Irak et ce que les États-Unis et leurs alliés appellent la guerre contre le terrorisme, parmi ceux qui y ont péri on trouve les trois premières Portoricaines à avoir trouvé la mort dans une zone de combat à l'étranger. Ce sont les officiers techniciens Frances M. Vega, Lizbeth Robles et Aleina Ramirez Gonzalez. Le 2 novembre 2003, Frances M. Vega devint la première Portoricaine née aux États-Unis à mourir dans une zone en guerre. Un missile sol-air tiré par des insurgés à Falloujah atteignit l'hélicoptère de transport Chinook, dans lequel Vega se trouvait ; elle fut l'un des 16 soldats à perdre la vie dans le crash qui suivit. Le 1er mars 2005, Lizbeth Robles devint la première Portoricaine née dans l'île à mourir en Irak quand son Humvee fut impliqué dans un accident. Le 10 juillet 2007, le capitaine Maria Ines Ortiz, qui était affectée à un hôpital dans une zone appelée « zone verte » à Bagdad devint la première infirmière Portoricaine et la première infirmière militaire à mourir pendant la guerre d'Irak quand le secteur fut pris sous le feu d'une attaque de mortier lourd. En mai 2004, il y avait 1 800 soldats portoricains stationnées en Irak, au Koweït, en Afghanistan et en Bosnie-Herzégovine,.
Plus de 1 225 Porto-Ricains sont morts en servant les États-Unis. Les noms de ceux qui ont péri au combat sont inscrits sur El Monumento de la Recordacion (le monument du souvenir), qui fut inauguré le 19 mai 1996 et qui se trouve en face du Capitole de San Juan.
Le général William W. Harris fut cité ainsi dans le Puerto Rico Herald, « Aucun groupe ethnique n'a plus de fierté pour lui-même et son héritage que le peuple portoricain. Je n'en ai rencontré aucune autre non plus qui soit plus dévoué et zélé dans le soutien des principes démocratiques que les États-Unis défendent. Beaucoup de Portoricains sont morts pour les faire respecter ».